# Xross Scramble
《Xross Scramble》，全名「Xross Scramble ～TEAM BALDRHEAD Perfect Collection～」、簡稱「Kuro Suku」，是戲畫於2007年4月27日（由同年3月30日延期）發售的十八禁戀愛冒險及動作遊戲。把人氣製作組TEAM BALDRHEAD自1999年以來的「BALDR系列」和「DUEL SAVIOR系列」合而為一，屬於Fan disc性質的作品。

## 遊戲內容

### BALDR FORCE Re-Action
- 這是把BALDR系列舊有的動作遊戲系統推翻的全新遊戲方式。
- 把《BALDR FORCE》中以「電腦程式」組成的機械人和BALDR系列其餘三作中真正以零件砌成的機械人集在一起，實現跨作品、跨世界觀的機械人對戰。
- 通關後會取得由插畫師池上茜、村上水軍、黑田晶見等所繪畫的CG。

和舊作的不同之處
- 新增在《BALDR FORCE》中原本只是擔當支援員的梁的機體和在《機甲戰線》中原本擔當電腦戰術小隊隊長的史提芬的機體。
- 不再把攻擊目標鎖定在最近的敵人，變成可以任意攻擊，包括障礙物、敵人的子機、飛彈等。攻擊方向也可以自由變更。
- 另外亦加入了一些角色扮演遊戲的元素。

### Duel Savior 外傳 ～二人的王女～
顧名思義，就是DUEL SAVIOR的外傳，新編劇的十八禁戀愛遊戲。
故事簡介
在某天，當真大河等人被召到王城，要求親自到王城地下的遺跡，護衛王女Clea。
於遺跡發見的謎之魔導裝置、企圖奪去王家地位的某些人，而且舞台是大河的故鄉—現代的地球……。
連同救世主候補人一起卷入的故事就此展開。
主角
簡稱Clea（クレア）。承繼英傑女王Alstroemeria的血統，王家的王女，年齡不詳。
雖然外表只是個囂張、說話不禮貌的小孩，但是實際上是個擁有智慧和知識的賢者。

### XROSS SAVIOR
- 在XROSS SAVIOR的「變身裝備系統」中可以操控大河使出並非大河而是其他角色的技能或攻擊。攻擊時會變成該角色的模樣。
- 可以從戰鬥過的對手取得可裝備的技能。
- 根據各種技能的強度會有不同的固定點數，只可以在規定內的點數裝備得到的技能。而規定的點數會隨著大河等級提升而增加。

新增角色
一位修道士，擅長格鬥和精神魔法。救世主班級的新生（第八名）。
| 作品                             | 角色                 |
| -------------------------------- | -------------------- |
| Parfait ～chocolat second brew～ | 花鳥玲愛             |
| 青空下的約定                     | 澤城凜奈（）         |
| BALDR FORCE                      | 水坂憐               |
| BALDR FORCE                      | 元霸（）             |
| Cheerful!                        | 櫻木百合香           |
| Variable Geo系列                 | 飛鳥優               |
| Variable Geo系列                 | 武内優香             |
| Chocolat Savior                  | 真名井美里           |
| Chocolat Savior                  | 大村翠               |
| Chocolat Savior                  | 結城鈴（）           |
| Chocolat Savior                  | 櫻井真子             |
| Chocolat Savior                  | 橘沙耶香（）         |
| Chocolat Savior                  |                      |
| angel Savior                     | 壹岐翼（）           |
| angel Savior                     |                      |
| angel Savior                     | 白井寧寧子           |
| angel Savior                     | 森里知香             |
| angel Savior                     |                      |
| LAMUNE                           | 近衛七海（隱藏角色） |
| 120元之春 ¥120 Stories           | 小雪（隱藏角色）     |

### SCRAMBLE SAVIOR
- 操作上基本上和XROSS SAVIOR一樣，可以任選角色的生存模式。

Scramble Attack
- SCRAMBLE SAVIOR的試玩版，可選角色有《青空下的約定》的澤城凜奈和《Cheerful!》的櫻木百合香，要在一分鐘內打倒50名敵人的「時間競速」遊戲

## 主題曲
「Divine」
作詞、編曲：a.k.a.dRESS（ave;new），歌：大咲美和

## 配音人員
※粗體是新換的聲優。
| BALDR FORCE Re-Action | BALDR FORCE Re-Action | BALDR FORCE Re-Action | BALDR FORCE Re-Action |
| BALDR FORCE           | BALDR FORCE           | 機甲戰線              | 機甲戰線              |
| --------------------- | --------------------- | --------------------- | --------------------- |
| 相馬 透               | 浦田優                | 賽爾傑·卡克蘭德       | 畠山亮二              |
| 瀨川 美野里           |                       | 蕾貝卡·普爾榭可       |                       |
| 紫藤 彩音             | 坂本翔子              | 菲·馬里尼納           |                       |
| 笹桐 月菜             | 芹園宮                | 特蕾吉雅·艾妮西娜     |                       |
| 梁                    | 生稻誓子              | 卡娜·亞畢特波         |                       |
| 巴傑拉                | 鮎川守                | 卡寧岡                | 石井康嗣              |
| 水坂 憐               |                       | 史提芬                | TAGOSAKU              |
| 八木澤 宗次           | 佐倉徹                | 蕾娜                  | Yuki-Lin              |
| 匡                    |                       | 蕾娜                  | Yuki-Lin              |
| 元霸                  | 鳥山朋一              | 蕾娜                  | Yuki-Lin              |

## 工作人員
- 原畫：菊池政治
- 腳本：沙月 with 企畫屋（DUEL SAVOIR外傳）、琴吹 彬（Xross Savior）
- 影片：神月社 [the Imaging Studio Mju;z]

## 外部連結
- Xross Scramble（日語）
- 戲畫 （页面存档备份，存于）（日語）